# 工業高等学校
工業高等学校（こうぎょうこうとうがっこう、英語: technical high school）または工科高等学校（こうかこうとうがっこう）とは、主に工業や産業についての専門技術や知識を習得することを目的とする高等学校。ISCEDではレベル3Cに位置づけられる。狭義には「工業に関する学科」（工業科）を中心に学科が構成されている専門高等学校を指し、広義には「工業に関する学科」や「工業の課程」を設置する高等学校全般を指す。狭義の場合には、名称に「工業」が含まれていることが多く、一部では名称を総合技術高等学校（そうごうぎじゅつこうとうがっこう）に名称を改めている。航空高等学校や自動車工業高等学校の名称の高校も過去にあった。

## 概要
地域の産業技術の次世代の担い手になる有為の人材を育成することを主眼にして、工業、産業の技術習得に関する教育課程を編成している。教育活動の対象となる専門分野には、さまざまなものがあり、教育課程は、各地域特有の産業分野の後継者の育成を念頭においたものも見られる。
資格取得や検定取得に熱心な高校が多いのが特徴で、取得した資格や技能は就職活動や将来の生業において大きな糧となる。商業高校が明治期に福澤諭吉（慶應義塾大学創設者）の簿記講習所以降、簿記教育と簿記検定試験を重視してきたのと同様に、工業高校も各種検定試験合格へ力を入れている。資格試験においては令和2年より所定の単位を修めれば実務経験無しでも卒業後の二級建築士試験を受けられるようになった。このほかにも電気工事士など実技がある試験では、学校に機材が揃っており教員の指導を受けられるため有利である。また授業として測量や電気工事の実習を行うため、雇用側にとっては資格を取得しただけの者よりも使いやすいという利点がある。
工業高等学校は学区の規制を受けないため学区内に普通高校の理数科が無い地域では理数科の代わりとなっていることがあり、普通科より入学難易レベルの高い高校も存在する。また一部の工業高等学校では、高等専門学校（高専）に不合格になった受験生が多く集まる場合もある。これは高専が工業を中心としたカリキュラムを組むことがほとんどなことから、高専を第一志望、工業高等学校を第二志望にしている受験生が多いことに起因し、高専に通学することが地理的に難しい地域ではこのような事態が起こる。
工業高等学校や工業科を置いている高校のほとんどが、社団法人「全国工業高等学校長協会」（全工協会、全工協）の会員校となっており、資格取得や各種検定において強い影響力を持っている。各種検定や全国製図コンクール・ロボット競技大会は全工協会が主催となっているものが多く、危険物取扱者などの試験会場としても利用されている。
学区の規制を受けず県全域から生徒を集められるため、部活動においても有力な選手を集めることが出来る。全日本バレーボール高等学校選手権大会においては都城工業高等学校や坂出工業高等学校など公立校が上位に入っている。

## 美術系の学科
工業高等学校の中にはデザイン、アート、イラスト、映像（動画）、インテリアなど美術（工芸）を専門とする美術系の学科もあり、芸術高等学校の美術科に近い教育内容を提供している。
例えば、東京都立工芸高等学校では「マシンクラフト科」、「グラフィックアーツ科」の工業系2学科に加え、「アートクラフト科」、「インテリア科」、「デザイン科」の美術系3学科を設置している。

## 男女比の傾向
公立の高校では原則男女の制限はない。機械や電気、情報など工業系の学科では男子が多く集まるのに対し、デザイン、イラストなど美術系の学科は女子が多く集まる。私立高校では男子校として募集している高校も多い。

## 学科数（学校数）と生徒数の推移
文部科学省の学校基本調査によれば、工業科の学科数（学校数）、工業科で学ぶ生徒数および全高校生に占める比率は次のようになっている（学校基本調査および毎年度刊行される『文部科学統計要覧』より引用）。
生徒数のグラフの色は、は5年ごと、はその他の年のデータを示す。
表の見方
- 学科数（全日･定時）：工業科を全日制課程と定時制課程をそれぞれ1と数えたときの学科数。総合学科や普通科の工業専攻コースは含まれていない。
- 学校数（比率）：上記の学科数から全日制・定時制併設校の数を差し引いた実際の学校数、および全高等学校に占める比率
- 生徒数（比率）とグラフ：工業科に在籍する生徒数、および全高校生に占める比率とそのグラフ。

| 年度                 | 学科数（全日･定時） | 学校数（比率） | 生徒数（比率）とグラフ | 生徒数（比率）とグラフ | 男子      | 女子     | 全日制    | 定時制   |
| -------------------- | ------------------- | -------------- | ---------------------- | ---------------------- | --------- | -------- | --------- | -------- |
| 昭和30年度（1955年） | 394                 | －             | 237,328人（9.2%）      |                        | －        | －       | 167,970人 | 69,358人 |
| 昭和35年度（1960年） | 644（全397･定247）  | －             | 323,520人（10.0%）     |                        | 320,775人 | 2,745人  | 239,868人 | 83,652人 |
| 昭和40年度（1965年） | 925（全654･定271）  | －             | 624,105人（12.3%）     |                        | 614,233人 | 9,872人  | 524,247人 | 99,858人 |
| 昭和45年度（1970年） | 923（全657･定266）  | 715校（14.9%） | 565,508人（13.4%）     |                        | 550,570人 | 14,938人 | 491,237人 | 74,271人 |
| 昭和50年度（1975年） | 918（全680･定238）  | 736校（14.9%） | 508,818人（11.8%）     |                        | 490,742人 | 18,076人 | 464,676人 | 44,142人 |
| 昭和55年度（1980年） | 852（全648･定204）  | 686校（13.2%） | 474,515人（10.3%）     |                        | 456,243人 | 18,272人 | 444,571人 | 29,944人 |
| 昭和60年度（1985年） | 838（全649･定189）  | 685校（12.6%） | 478,416人（9.3%）      |                        | 459,940人 | 18,476人 | 447,193人 | 31,223人 |
| 平成 2年度（1990年） | 840（全656･定184）  | 690校（12.5%） | 486,132人（8.7%）      |                        | 459,943人 | 26,189人 | 454,032人 | 32,100人 |
| 平成 7年度（1995年） | 841（全664･定177）  | 695校（12.6%） | 414,946人（8.8%）      |                        | 382,374人 | 32,572人 | 394,653人 | 20,293人 |
| 平成12年度（2000年） | 797（全633･定164）  | 662校（12.1%） | 364,000人（8.8%）      |                        | 330,709人 | 33,291人 | 343,227人 | 20,773人 |
| 平成13年度（2001年） | 790（全627･定163）  | 657校（12.0%） | 355,193人（8.8%）      |                        | 322,486人 | 32,707人 | 334,179人 | 21,014人 |
| 平成14年度（2002年） | 783（全624･定159）  | 651校（11.9%） | 343,883人（8.8%）      |                        | 311,904人 | 31,979人 | 322,989人 | 20,894人 |
| 平成15年度（2003年） | 778（全621･定157）  | 648校（11.9%） | 329,991人（8.7%）      |                        | 298,785人 | 31,206人 | 310,246人 | 19,745人 |
| 平成16年度（2004年） | 776（全620･定156）  | 645校（11.9%） | 317,492人（8.6%）      |                        | 287,118人 | 30,374人 | 298,371人 | 19,121人 |
| 平成17年度（2005年） | 766（全610･定156）  | 635校（11.7%） | 302,196人（8.4%）      |                        | 273,164人 | 29,032人 | 284,546人 | 17,650人 |
| 平成18年度（2006年） | 757（全604･定153）  | 628校（11.7%） | 289,958人（8.3%）      |                        | 261,789人 | 28,169人 | 274,414人 | 15,544人 |
| 平成19年度（2007年） | 726（全581･定145）  | 613校（11.5%） | 278,827人（8.2%）      |                        | 251,998人 | 26,829人 | 264,650人 | 14,177人 |
| 平成20年度（2008年） | 700（全567･定133）  | 587校（11.2%） | 271,968人（8.1%）      |                        | 245,941人 | 26,027人 | 258,595人 | 13,373人 |
| 平成21年度（2009年） | 683（全555･定128）  | 575校（11.1%） | 267,289人（8.0%）      |                        | 241,777人 | 25,512人 | 253,927人 | 13,362人 |
| 平成22年度（2010年） | 669（全548･定121）  | 565校（11.0%） | 266,667人（7.9%）      |                        | 240,801人 | 25,866人 | 252,917人 | 13,750人 |
| 平成23年度（2011年） | 656（全541･定115）  | 557校（11.0%） | 263,856人（7.9%）      |                        | 237,909人 | 25,947人 | 250,328人 | 13,528人 |
| 平成24年度（2012年） | 648（全535･定113）  | 550校（11.0%） | 263,557人（7.9%）      |                        | 237,517人 | 26,040人 | 250,363人 | 13,194人 |
| 平成25年度（2013年） | 637（全527･定110）  | 542校（10.9%） | 260,559人（7.9%）      |                        | 234,797人 | 25,762人 | 248,182人 | 12,377人 |
| 平成26年度（2014年） | 636（全525･定111）  | 540校（10.9%） | 258,001人（7.8%）      |                        | 232,360人 | 25,641人 | 246,578人 | 11,423人 |
| 平成27年度（2015年） | 632（全522･定110）  | 校             | 254,521人（7.7%）      |                        | 228,739人 | 25,782人 | 243,826人 | 10,695人 |

一学年当たりの生徒数は約10万人（2005年頃）であり、大学理系（工学部および理学部の学生数は約8万人）とほぼ同数で、工業高専のほぼ10倍に当たる。また、工業科併設校を含めた学校当たりの平均規模は、学年当たり生徒数130人となる。
大学進学の増加や高校授業料の無償化などにより志望する生徒は年々減少している。

## おもな設置学科
多くの工業高等学校で設置されている学科には、次のようなものがある。学科の分類は、現行の『高等学校学習指導要領解説（工業編）』の科目分類を参考にした。このほかにもさまざまな学科があるが、詳しくは「工業 (教科)#工業に関する学科」を参照。
| 大分類                       | 小分類         | 学科の例                               |
| ---------------------------- | -------------- | -------------------------------------- |
| 機械系                       | 機械関係       | 機械科                                 |
| 機械系                       | 電子機械関係   | 電子機械科                             |
| 機械系                       | 自動車関係     | 自動車科・自動車工学科・自動車整備科   |
| 電気・電子・情報技術系       | 電気関係       | 電気科・電気工学科・電気通信科         |
| 電気・電子・情報技術系       | 電子関係       | 電子科・電子情報科                     |
| 電気・電子・情報技術系       | 情報技術関係   | 情報技術科・情報科学科・情報システム科 |
| 建築・土木系                 | 建設総合       | 建設科（建設工学科）                   |
| 建築・土木系                 | 建築関係       | 建築科                                 |
| 建築・土木系                 | 設備工業関係   | 設備工業科・建築設備科                 |
| 建築・土木系                 | 土木関係       | 土木科 都市工学科                      |
| 化学・材料系                 | 化学工業関係   | 工業化学科（化学工業科）               |
| 化学・材料系                 | 環境関係       | 環境化学科・環境工学科                 |
| 化学・材料系                 | 材料技術関係   | 材料技術科・材料工学科                 |
| 化学・材料系                 | セラミック関係 | セラミック科（旧･窯業科）              |
| 繊維・インテリア・デザイン系 | 繊維関係       | 繊維科・紡織科 色染科                  |
| 繊維・インテリア・デザイン系 | インテリア関係 | インテリア科                           |
| 繊維・インテリア・デザイン系 | デザイン関係   | デザイン科                             |

特色のある工業科を設置する普通科高校・総合学科のある高等学校
- 科学・技術科（東京工業大学附属科学技術高等学校）
- 科学工学科（神戸市立科学技術高等学校）
- 薬業科、薬学科、くすり・バイオ学科（奈良県立御所実業高等学校他）
- 航空科（日本航空高等学校、日本航空高等学校石川、北陵高等学校の3校）
- 航空産業科（愛知県立小牧工科高等学校）
- 鉄道科（昭和鉄道高等学校）
- 運輸科（岩倉高等学校）

## 進路
職業教育を行う「専門学科」を主体とし、実践的な専門教育が行われていることから、就職希望の生徒も多く、技能職として企業への就職を目指す傾向が強かった。しかし、1990年代からは、大学や専修学校専門課程（専門学校）へ進学する者も多くなっている。現在は半数以上の生徒が進学している工業高等学校も多く存在する。また就職した場合も、大学の夜間課程などへの修学を支援する企業もある。
専門教科に属する科目の授業数が多かったり、数学や理科の発展科目の必修が少ないことから、普通科や理数科に比べて普通教科に属する科目など入試対応の科目の授業数が少なく、一般入試による大学受験は不利とされる一方、「工業に関する学科」（工業学科）などからの推薦入学枠を設けている大学や編入学選考で工業専門科目を利用できる工業高等専門学校（4年次編入）も存在する。

### 就職
伝統のある工業高等学校では、地元企業や大手企業（電力会社や自動車関連企業など）との信用関係があり、現業系社員として就職する場合が多い。商業高校が税務職員採用試験を経て税務大学校で学び、国税庁職員となる等、官民の事務職系へ就労する進路を選択することと対比的である。また中小企業では「工業に関する学科」の卒業者を対象として求人を行う企業も多く、結果として学校が紹介する就職について、就職希望者の内定率については100%であると自負する高校も多い。そのため、各校では就職を昔から重視し、面接指導を多く行ったり、進路指導室を積極的に開放したり、マナーや履歴書の書き方講座、小論文対策や採用試験対策などを実施し、少しでも就職に有利に働くようにとさまざまな対策を行っている。
なお、建築業や町工場などの家業を継ぐために特定の資格取得を目的として入学する生徒もいる。そのため家業を継ぐ場合、あるいは家族・親戚が就職している会社や関連会社に生徒が就業する場合、就職（自営）という形でカウントしている場合が多い。

### 大学への進学
通常、各校には指定校推薦（工業推薦）の定員が用意されており、生徒はこの制度を利用して大学へ進学する。商業高校生が放送大学や慶應義塾大学等の通信教育課程を大いに利活用出来ることと比較し、通学制の大学が選択のメインとなり、選択肢の幅が狭いのは否めない。高校側は自校に対して定員を設けるよう大学側に依頼するなど、大学との関係を強化している。主に私立の理工系大学、総合大学の理学部・工学部・理工学部に指定校推薦枠が存在する（国公立大学は指定校推薦を原則として行っていないが、工業高等学校推薦枠は存在する）。各校では面接試験対策の指導や小論文対策の指導を重視し、また志望理由書や履歴書の資格アピール欄などの添削を積極的に行い、教科学習で良好な成績を修めること、遅刻早退をしないこと、課外活動をはじめとする校内活動を積極的に取り組むこと、多くの工業関連資格を取得することを奨励し、大学へのアピールを1つでも増やすよう指導している。
工業高等学校は、大学の理系分野で必修の英語・数学・化学・物理学の授業が普通科に比べて少なく、そのため推薦入学を希望する場合は、大学入学レベルまでの補完的な勉強を行わねばならない。その一方、日本工業大学のように、工業高校での専門教科（製図など）や基礎教科の履修等で、高校での取得単位を反映させたカリキュラムを組んでいるところがある。
1990年代以降、少子化の影響で指定校推薦に変化が生じており、文系大学や文系学部が工業高等学校に対して、指定校推薦の定員を設けるようになってきている。また、公立高校と各大学が連携して進学を支援する高大連携や、全国工業高等学校長協会による特別推薦による募集もある。